# Église Saint-Pierre de Hontoba
L’église Saint-Pierre de Hontoba (en espagnol San Pedro de Hontoba) est une église catholique située sur la place principale du village de Hontoba, dans la province de Guadalajara (Castille-La Manche). 

## Architecture
L'église est remarquable pour son clocher-mur à quatre ouvertures, semblable à celui de l'église de l'Annonciation de Pinilla de Jadraque. Le chevet de l'abside est représentatif d'un style de transition entre art roman et art gothique. L'église conserve des éléments romans, remontant au XIIe siècle mais a été sensiblement modifiée au XVe siècle. Une des nefs latérales abrite une chapelle baroque. L'église a été déclarée bien d'intérêt culturel en 1990. 